# Sindrome da post-poliomielite
In seguito alla poliomielite, nelle persone guarite possono essere presenti alcune manifestazioni in modo regolare, questa viene definita  sindrome da post-poliomielite . L'inizio della sindrome non deve per forza avvenire subito dopo la guarigione, in molti casi può comparire anche molti anni (20-40) dopo la malattia acuta.

## Epidemiologia
La sindrome da post-poliomielite si mostra in circa il 25–50% delle persone che sopravvivono alla malattia.

## Sintomatologia
Fra i sintomi e i segni clinici ritroviamo debolezza e affaticamento che riguardano i gruppi muscolari inizialmente interessati dalla forma acuta.

## Terapia
Il trattamento è solo palliativo e mira con la somministrazione di analgesici alla diminuzione del dolore.

## Prognosi
Non esistono dati sufficienti per stimare con certezza la prognosi.